# 國立東華大學人文社會科學學院

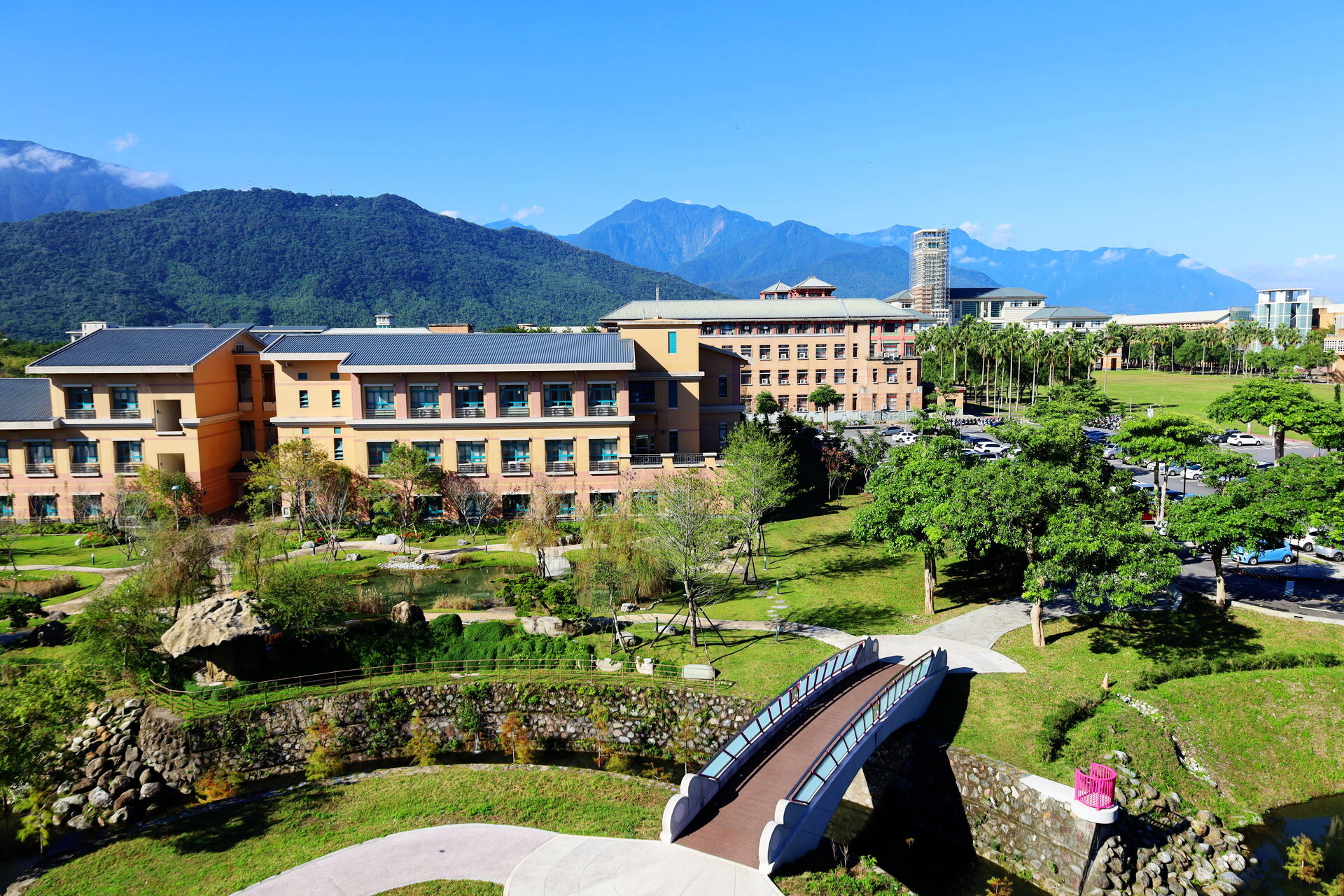
國立東華大學人文社會科學學院

國立東華大學人文社會科學學院（英語：NDHU College of Humanities and Social Sciences, NDHU CHASS），簡稱東華人社院，成立於1995年，為國立東華大學創校學院暨八大學院之一，是世界著名文學大師王靖獻（楊牧），暨創辦香港科技大學人文社會科學院、中央研究院中國文哲研究所後，返國創辦的臺灣第一座人文社會科學院。
東華人社院是全國首座以「人文社會科學學院」為名的學院，也是全國第二座綜合人文學科與社會科學的科際整合學院，學術領域涵蓋中國文學、英美文學、華文文學、歷史學、人文地理學、社會學、心理學、經濟學、法學、公共行政學等，頒授學士、碩士、博士學位。

## 歷任院長

### 榮譽院長

國立東華大學人文社會科學學院榮譽院長
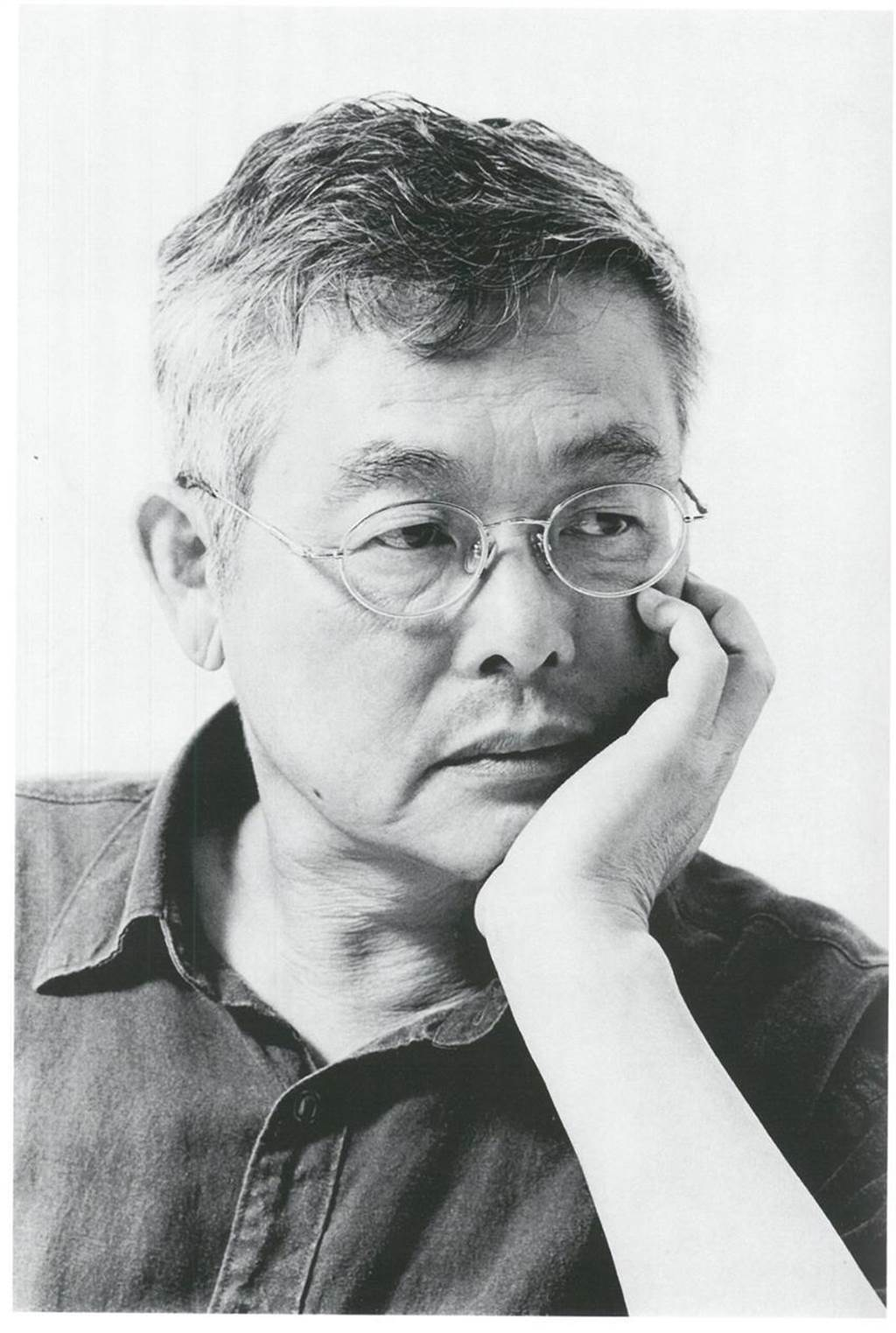
楊牧 臺灣詩人、散文家、評論家、翻譯家、學者
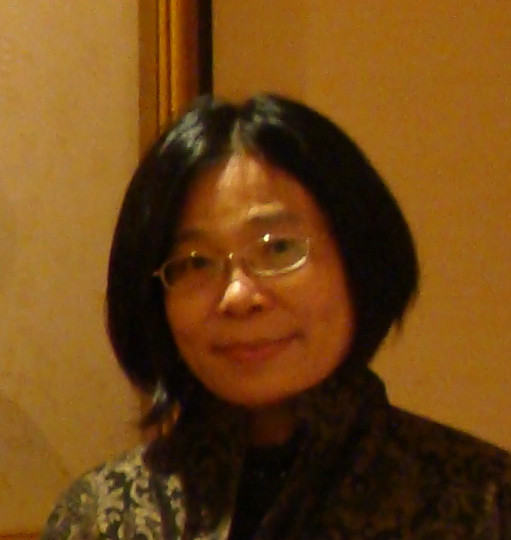
曾珍珍 臺灣比較文學學者、英美文學學者、翻譯家

### 歷任院長[2]
代理院長：柳復起（1995年－1996年）
美國羅徹斯特大學經濟學博士，曾任澳洲新南威爾斯大學經濟學系教授、國立臺灣大學經濟學系教授、國立政治大學國際貿易研究所教授、中央研究院經濟研究所副研究員。
第一、二任院長：楊牧（1996年－2000年）
美國加州大學柏克萊分校比較文學博士，曾任美國麻薩諸塞大學教授、華盛頓大學比較文學教授、普林斯頓大學訪問學者、國立臺灣大學客座教授、香港科技大學人文社會科學學院創院院長、國立東華大學人文社會科學學院創院院長、中央研究院中國文哲研究所創所所長。
第三任院長：顏崑陽（2001年－2004年）
國立臺灣師範大學國文研究所博士，為現代散文、詩詞作家，曾任國立中央大學中國文學系教授、中國古典文學研究會常務理事、洄瀾文化基金會常務董事、臺灣美學藝術學學會理事、中國敘事學會監事。
第四任院長：高長（2004年－2008年）
美國紐約州立大學賓漢頓分校經濟學博士，曾任中華經濟研究院大陸研究所所長、國家安全會議副秘書長、行政院大陸委員會副主委。
第五任院長：張力（2008年–2009年）
國立政治大學歷史研究所博士，為中國近代外交史專家、中央研究院近代史研究所專任研究員、國立東華大學歷史學系創系系主任。
代理院長：林美珠（2009年－2009年）
美國普渡大學諮商師教育哲學博士，為敘事與心理研究專家，曾任輔導與諮商學報（TSSCI）主編、Journal of Psychotherapy Research (SSCI)顧問編輯。
第六任院長：朱景鵬（2009年－2009年）
德國基森大學政治學研究所社會科學博士，曾任花蓮縣副縣長、行政院研究發展考核委員會主委、國立東華大學歐盟研究中心主任，以及歐盟莫內講座教授(Jean Monnet Chair Professor)。
第七任院長：林美珠（2009年－2012年）
美國普渡大學諮商師教育哲學博士，為敘事與心理研究專家，曾任輔導與諮商學報（TSSCI）主編、Journal of Psychotherapy Research (SSCI)顧問編輯。
代理院長：吳冠宏（2012年－2012年）
國立臺灣大學中國文學研究所文學博士，為中國思想史專家，曾任臺灣作家協會監事、臺灣中文學會常務理事、張福新文教基金會董事、國立臺灣大學人文社會高等研究院訪問學者。
代理院長：康培德（2012年－2013年）
美國明尼蘇達大學雙城分校地理學博士，臺灣史專家，為中央研究院台灣史研究所合聘研究員，著有《殖民想像與地方流變：荷蘭東印度公司與臺灣原住民》。
第八任院長：黃宣衛（2013年－2016年）
英國聖安德魯斯大學人類學博士，文化人類學專家，為中央研究院民族學研究所專任研究員暨副所長。
第九、十任院長：王鴻濬（2016年－2022年）
美國密西根大學自然資源與環境學院博士，曾任中央研究院臺灣史研究所訪問學人、美國耶魯大學訪問學者、國立東華大學環境政策研究所創所所長、國立嘉義大學公共政策研究所創所所長。
第十一任院長：吳冠宏（2022年－2025年）
國立臺灣大學中國文學研究所文學博士，為中國思想史專家，曾任臺灣作家協會監事、臺灣中文學會常務理事、張福新文教基金會董事、國立臺灣大學人文社會高等研究院訪問學者。
代理院長：林燕淑（2025年－）
國立臺灣大學經濟學研究所博士，區域經濟學家，曾任中央研究院經濟研究所副研究員、國立東華大學亞太區域研究博士班主任。

## 院史

#### 國立東華大學人文社會科學學院

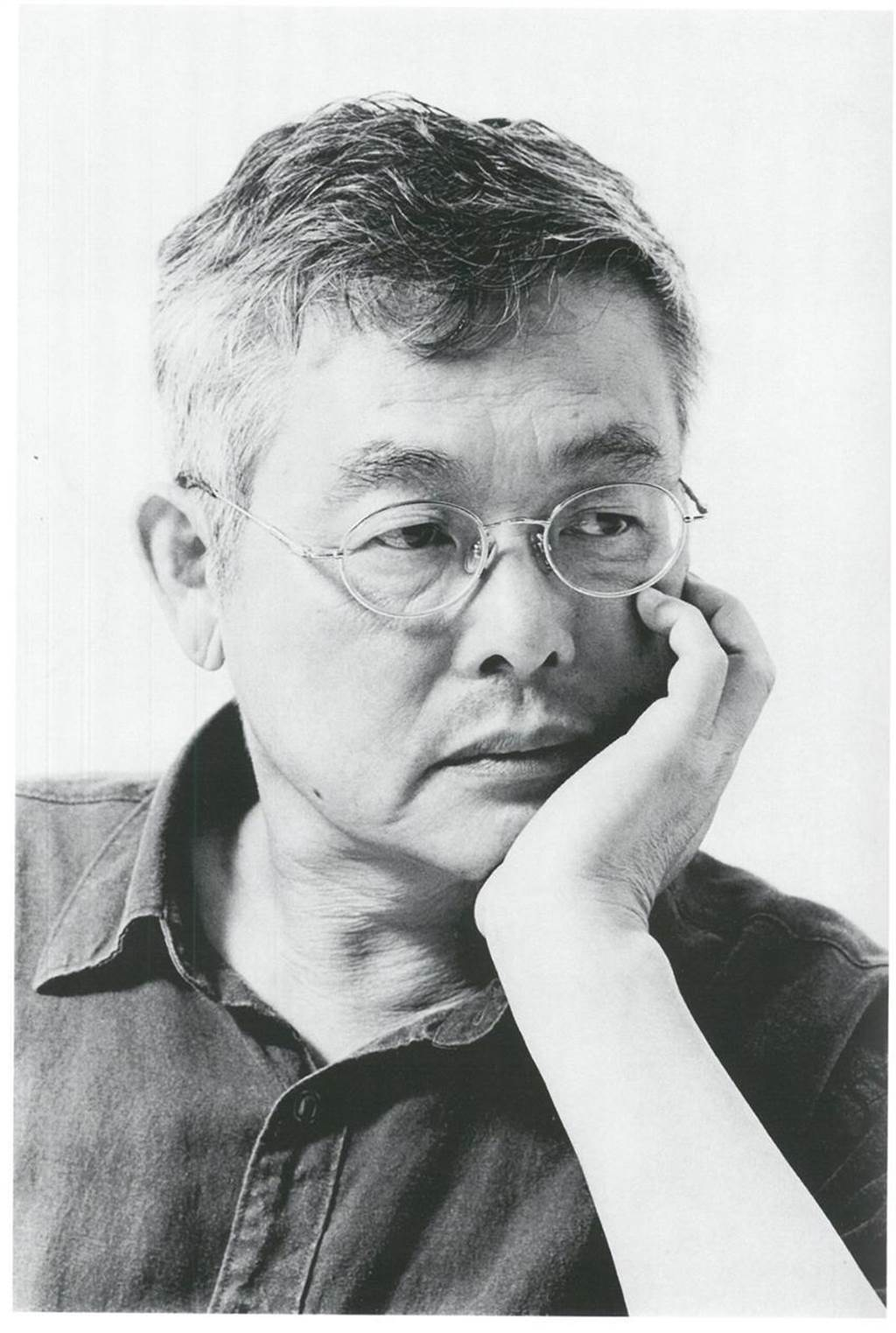
楊牧，全球知名詩人暨學者。

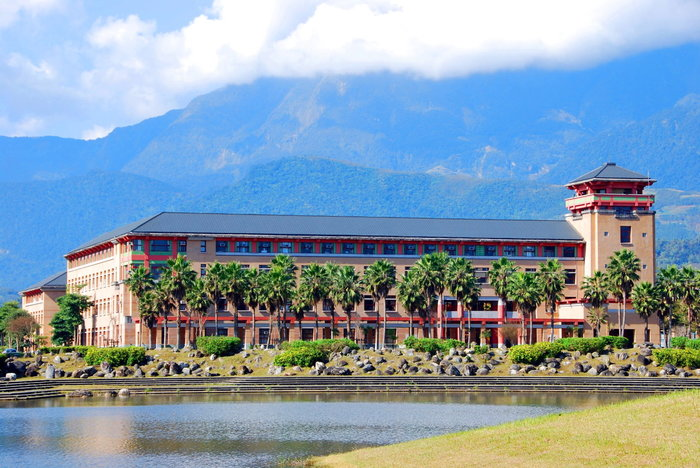
東華大學文學院大樓，今人文社會科學學院一館

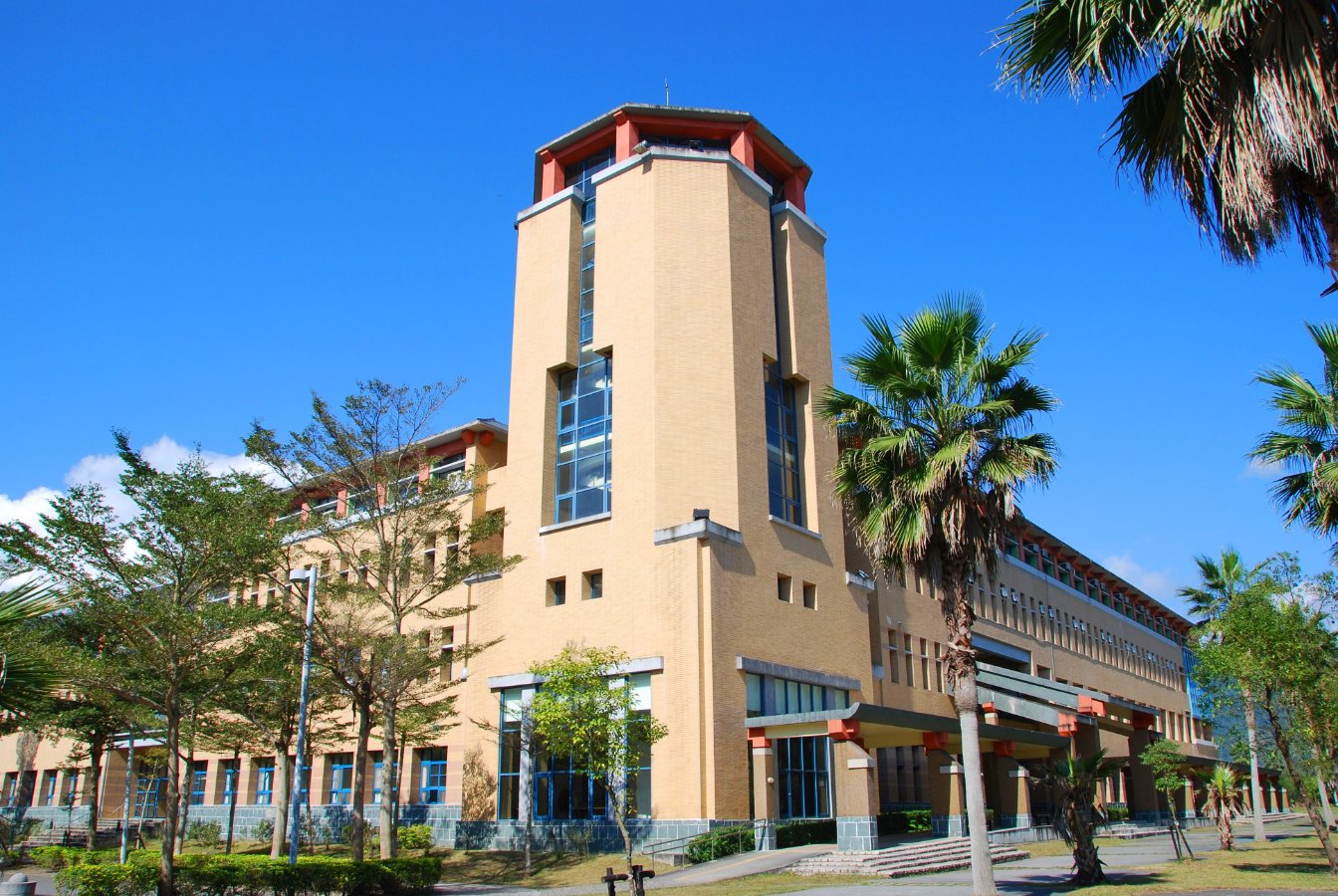
東華大學共同教學大樓，今人文社會科學學院二館

1995年，楊牧自香港和美國返台，創辦了國立東華大學人文社會科學學院（NDHU CHASS），為臺灣第一座人文社會科學學院，以服務人文學科與社會科學跨領域學術趨勢。東華人社作為楊牧最後創辦學院，將他在香港科技大學人文社會科學學院擔任創院院長、中央研究院中國文哲研究所擔任創所所長，以及美國華盛頓大學比較文學教授的學術經驗與人脈網絡帶到了東華大學人文社會科學學院。
1995年，國立東華大學人文社會科學學院正式成立，旗下有三座研究所：大陸研究所、國際經濟研究所、教育研究所。這些研究所由許多海外臺灣學者創立，包括在美國喬治亞理工學院經濟學教授鄭治明、加州州立理工大學經濟學系主任謝定中、香港中文大學決策科學與管理經濟學教授段樵、加拿大布蘭登大學政治科學系主任劉嶽雲，以及聯合國世界銀行高級經濟學家溫英幹，並啟用了文學院大樓（現人社一館）。
同年，東華人社院成立了族群關係與文化研究所，由香港中文大學人類學創系主任喬健擔任創所所長，是臺灣第一座族群研究所。1996年，東華人社院成立了中國語文學系和英美語文學系，分別由美國麻省大學東亞語言與文化系主任鄭清茂和國立臺灣大學外國語文學系主任吳潛誠擔任創系主任，並延攬中國文學家顏崑陽、小說家吳明益、作家郝譽翔、新聞文學家須文蔚、語言學家李勤岸擔任創系教授。
1997年，國際經濟學研究所擴展了學術領域，成立經濟學系。1998年，東華人社院成立運動與休閒學系，由美國肯特州立大學休閒與旅遊管理學教授王傳銘擔任創系主任，是臺灣第一個運動休閒系所。同時，開辦了公共行政碩士學分班，為東臺灣首見。1999年，東華人社院成立了歷史學系，由中央研究院現代史研究所張力研究員擔任創系主任。2000年，東華人社院成立創作與英國文學研究所，由翻譯家曾珍珍擔任創所所長，同時延攬文學名家李永平、郭強生，三位作家被學生譽為創英所鐵三角，旗下碩士課程分文學研究組、文學創作組，其中「文學創作組」為華人世界第一個創作取代論文頒授的藝術創作碩士課程（M.F.A.）。
同時，學院成立亞太區域研究中心，並開辦中國語文博士班，以及學校行政在職碩士課程，並啟用了共同教學大樓（現人社二館）。2001年，隨著國立東華大學原住民民族學院成立，東華人社院族群關係與文化研究所改隸至該學院，以提供整合性的原住民族研究訓練，並開辦經濟學博士班。與此同時，隨著中國研究日趨成熟，大陸研究所旗下大陸政治經濟組，獨立為公共行政研究所，由政治學家朱景鵬擔任創所所長。 2002年，大陸研究所旗下大陸財經法學組，獨立為財經法律研究所，為東臺灣第一座法學學府，由法學家石世豪擔任創所所長。與此同時，成立諮商與輔導學系，由本土心理學大師余德慧擔任創系主任，以諮商心理學為主，文化人類學、教育心理學、教育社會學為輔，發展族群文化諮商研究項目。2004年，諮商與輔導學系更名為臨床與諮商心理學系，以提供臨床心理學和諮商心理學的跨學科訓練。

#### 國立花蓮教育大學人文社會學院
國立花蓮教育大學人文社會學院前身，最早可以追溯到1987年臺灣省立花蓮師範專科學校改制為臺灣省立花蓮師範學院，旗下語文教育學系、社會科教育學系，以及初等教育學系輔導組。1998年，初等教育學系輔導組獨立為教學心理與輔導學系，並成立民間文學研究所，為臺灣第一座民間文學研究機構。1999年，花蓮師院成立鄉土文化研究所。2000年，成立英語教學學系。2001年，開辦民間文學研究所博士班。2003年，語文教育學系更名中國語文教育學系，並成立社會發展研究所、諮商與輔導研究所。
2005年，隨著花蓮師院升格為國立花蓮教育大學，成立了人文社會學院，旗下有中國語文教育學系、社會科教育學系、教學心理與輔導學系、鄉土文化研究所、民間文學研究所、英語教學學系。與此同時，花教大人社院成立臺灣語文學系，開辦中國語文教育碩士班，並將社會科教育學系史地組與鄉土文化研究所整合為鄉土文化學系、社會科教育學系社科組與社會發展研究所整合為社會發展學系。2006年，中國語文教育學系更名中國語文學系、英語教學學系更名英語學系，教學心理與輔導學系、諮商與輔導研究所整合為諮商心理學系，並開辦英語學碩士班。2008年，隨著與國立東華大學合校，花教大人社院整合至國立東華大學人文社會科學學院。

### 現今

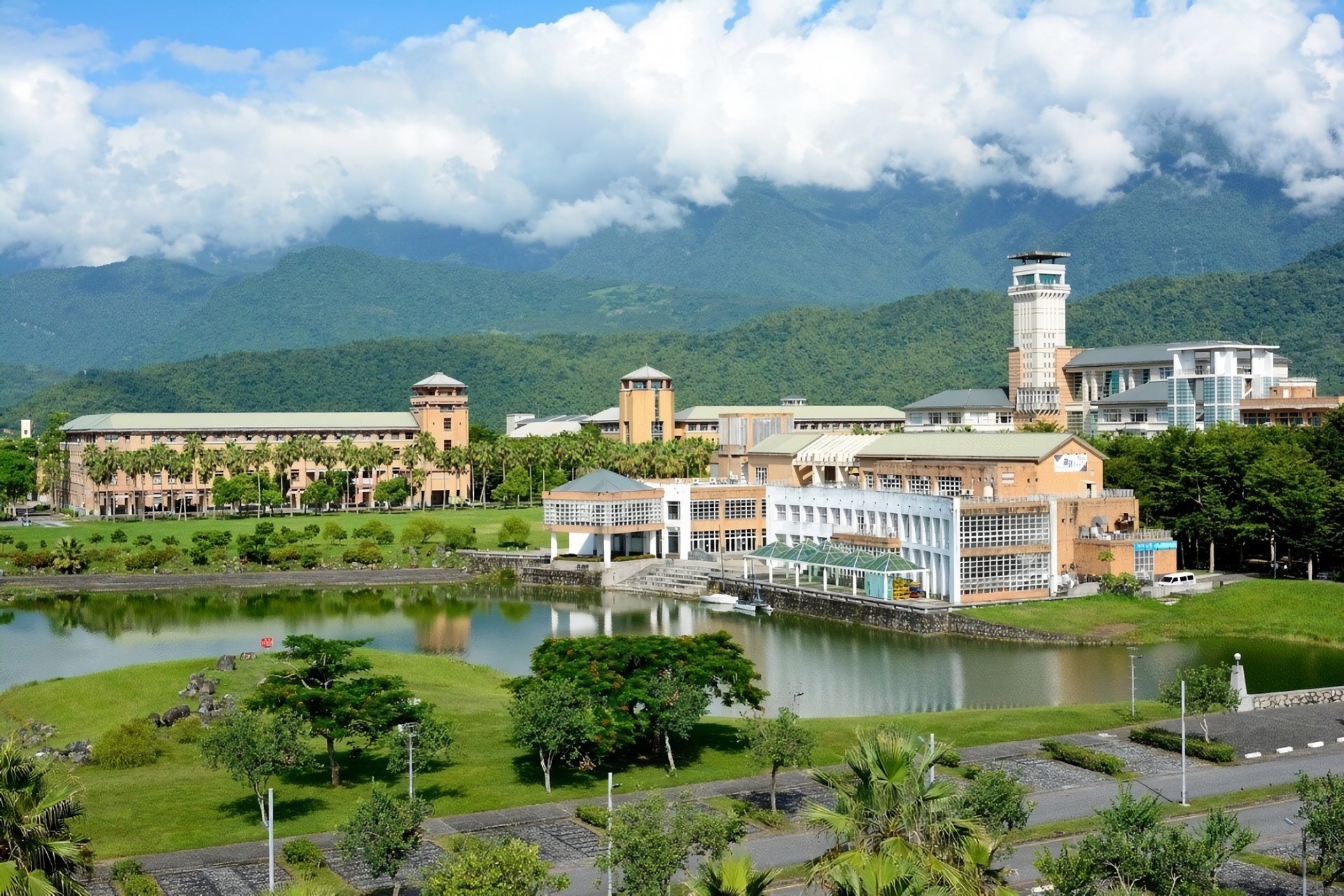
國立東華大學校園，人文社會科學學院位於湖畔後方

隨著國立東華大學和國立花蓮教育大學雙邊合校，東華人社院教育研究所改隸至新成立的花師教育學院，並成立了華文文學系、臺灣文化學系、社會暨公共行政學系。2009年，文學院大樓更名為人社一館，共同教學大樓移交人社院並更名為人社二館。2010年，國立東華大學人文社會科學學院與國立中山大學文學院合辦了首屆中山—東華學術發表會。2013年，開辦法律學學士班，社會暨公共行政學系獨立為社會學系和公共行政學系。與此同時，東華人社院與臺大文學院、成大文學院合辦首屆「臺大成大東華三校論壇學術研討會」。2017年，國立東華大學人文社會科學學院與廣島大學人文社會科學研究科合辦雙聯碩士學位課程。
2018年，東華人社院啟用了人社三館。2019年，東華人社院與華語文中心合辦華語文教學國際博士班（TCSL），為全臺灣第一個以國際生為主的華語作為第二語言教學博士班，並將財經法律研究所改制成立法律學系。2020年，東華人社院成立了亞太區域研究國際博士班（APRS）。與此同時，國立政治大學社會科學學院訪問東華人社院進行兩院學術交流。2022年，開辦華語文教學暨書法國際碩士班（TCSLC），是以國際生為主的華語文教學國際碩士班。2024年，東華人社院與艾塞克斯大學合辦雙聯碩士課程。

## 旗下學術單位

### 中國語文學系暨研究所（CLL）
東華中文，由國際漢學大師鄭清茂創辦，繼承1996年成立的國立東華大學中國語文學系九位古典文學師資，以及國立花蓮教育大學中國語文學系、民間文學研究所十二位教師，而成為現今師資陣容與學術領域廣泛的中國語文學系，頒授學士、碩士、博士學位。

### 華文文學系暨研究所（SL）
東華華文（英語：Department of Sinophone Literatures），成立於1996年，前身為國立東華大學中國語文學系，以橫跨世界古典至現代之文學研究創作著稱，關注當代國際文學研究重視的華文文學新興議題，培育無數臺灣知名文學作家，繼國立東華大學創作與英語文學研究所之後，為文壇近年來興起的「東華幫」之起源之一，頒授學士、碩士學位

### 英美語文學系暨研究所（ENG）
東華英美（英語：Department of English），成立於1996年，由比較文學大師楊牧所創立，以英美文學、翻譯學、文學創作聞名，師資陣容有哥倫比亞大學東亞學教授郭強生、翻譯名家曾珍珍、華文小說大師李永平，2000年成立創作與英語文學研究所，為華人世界第一座頒授文學創作藝術碩士（M.F.A. in Creative Writing），成為近年文壇興起的「東華幫」之起源，知名校友有魔幻寫實小說家甘耀明、新詩散文作家林達陽、散文名家朱國珍、報導文學作家方梓、小說家連明偉、同志文學作家孫梓評等新興作家，頒授學士、碩士學位。

### 歷史學系暨研究所（HIST）
東華歷史，成立於1999年，由中央研究院近代史研究所張力創立，為東臺灣第一座歷史學系所，以東臺灣發展史、環太平洋區域史、社會文化史為研究主軸，尤其以大眾史學聞名，是全臺灣第一所能以傳記、口述歷史、紀錄片、歷史小說、史學教育研究、結合其他學門與新科技所進行之新形式研究，取代傳統論文授予文學碩士的歷史研究所，頒授學士、碩士學位

### 臺灣文化學系暨研究所（TRS）
東華臺灣系（英語：Department of Taiwan and Regional Studies），前身為國立花蓮教育大學鄉土文化研究所（成立1999年）、社會科教育學系史地組（成立1987年），以及臺灣語文學系（成立2005年），其中鄉土所在當時為全臺灣第二座以臺灣史地為重點的研究所。
2005年，鄉土所與社教系史地組整合為鄉土文化學系（鄉土系）。2010年，鄉土系與臺語系整合成為現今規模，以臺灣研究、亞太區域研究為研究主軸，其學士課程為中等教育學程閩南語文專長、地理專長所承認，現頒授學士、碩士學位。

### 經濟學系暨研究所（ECON）
東華經濟，前身為1994年國際經濟研究所（Graduate Institute of International Economics），由美國喬治亞理工學院經濟學教授鄭治明擔任創所所長，與美國加州州立大學洛杉磯分校副校長牟宗燦、澳洲新南威爾斯大學經濟學教授柳復起、世界銀行資深經濟學家溫英幹等學者共同創辦，爾後整合學士班成為經濟學系暨研究所，以國際經濟、產業經濟、財務經濟為研究主軸，頒授學士、碩士、博士學位

### 社會學系暨研究所（SOC）
東華社會，成立於1987年，前身為國立花蓮師範學院社會科教育學系，爾後成立社會發展研究所；2008年與國立東華大學公共行政研究所合併，成為社會暨公共行政學系，2013年獨立成為社會學系暨研究所，頒授學士、碩士學位

### 諮商與臨床心理學系暨研究所（CCP）
東華諮臨，成立於2002年，由華人心理學大師余德慧創立，前身為諮商與輔導學系，後改名為臨床與諮商心理學系。2008年，與花教大諮商心理學系合併，更為現名，為全臺灣唯一學術領域涵蓋心理科學、諮商心理學、臨床心理學之心理系所，頒授學士、碩士學位。

### 公共行政學系暨研究所（PA）
東華公行，前身為1994年成立的大陸研究所（Graduate Institute of China Studies）及公共行政碩士學分班，2001年獨立為公共行政研究所（國家行政與公共政策、大陸與兩岸事務組），由國際政治學家朱景鵬擔任創所所長，爾後成立學士班，並合併為公共行政學系暨研究所，頒授學士、碩士學位

### 法律學系暨研究所（LAW）
東華法律，前身為1994年成立的大陸研究所（Graduate Institute of China Studies），為臺灣當代的中國法政經研究機構之一，由美國加利福尼亞州立大學波莫納分校經濟學系主任謝定中擔任創所所長，之後成立大陸財經法學組、大陸及兩岸事務組。
因應中國法政經研究日趨成熟，大陸財經法學組改制為財經法律研究所，由資通訊法與競爭法學家石世豪擔任創所所長，並成立法律學士學位學程，爾後合併成為法律學系暨研究所，頒授學士、碩士學位

### 華語文教學暨書法國際碩士班（TCSLC）
成立於2022年，為一所以華語文教學與書法藝術為核心，專收國際學生的華語文教學碩士班，頒授華語文教學碩士學位。

### 華語文教學國際博士學位學程（TCSL）
成立於2019年，全臺灣唯一專收國際學生的華語教學博士班，頒授華語文教學博士學位。

### 亞太區域研究博士學位學程（APRS）
亞太博士班，成立於2020年，前身為2000年亞太區域研究中心，為全英語授課博士學位學程，師資陣容由中央研究院、臺灣系、公行系、經濟系、社會系、歷史系、日本岡山大學、韓國理工大學之教授組成，頒授博士學位。

## 學術聲譽與課程
國立東華大學為臺灣第一個導入歐美大學之「學程化制度」，在副修或雙主修有較高彈性。2025年《QS世界大學學科排名》將其藝術與設計（Art & Design）列為全球前250位、臺灣第4位；將其社會科學與管理（Social Scieces & Management）列為全球前550位、臺灣第9位。其頒授以下學位：

### 博士課程
- 哲學博士（亞太區域研究）PhD in Asia-Pacific Regional Studies (APRS)
- 哲學博士（經濟學）PhD in Economics (ECON)
- 哲學博士（中國語言與文學）PhD in Chinese Language and Literature (CLL)
- 哲學博士（民間文學）PhD in Folk Literature (FL)
- 哲學博士（華語文教學）PhD in Teaching Chinese as a Second Language (TCSL)

### 碩士課程
- 文學碩士（中國語文）MA in Chinese Language and Literature (CLL)
- 文學碩士（民間文學）MA in Folk Literature (FL)
- 文學碩士（文學暨文化研究）MA in Literary and Cultural Studies (LCS)
- 文學碩士（華語文教學暨書法）MA in Teaching Chinese and Calligraphy (TCC)
- 文學碩士（英語教學）MA in Teaching English to Speakers of Other Languages (TESOL)
- 文學碩士（歷史學）MA in History (HIST)
- 文學碩士（臺灣文化）MA in Taiwan and Regional Studies (TRS)
- 經濟學碩士（經濟學）MA in Economics (ECON)
- 法律學碩士（法律學）LLM in Laws (LAW)
- 藝術學碩士（文學創作）MFA in Creative Writing (CW)
- 社會學碩士（社會學）MA in Sociology (SOC)
- 社會學碩士（社會企業）MA in Social Enterprise (SE)
- 公共行政碩士（公共行政）MPA in Public Administration (PA)
- 理學碩士（心理科學）MS in Psychological Sciences (PSYS)
- 理學碩士（諮商心理學）MS in Counseling Psychology (COP)
- 理學碩士（臨床心理學）MS in Clinical Psychology (CLP)

### 學士課程
- 文學學士（中國語文）BA in Chinese Language and Literature (CLL)
- 文學學士（華文文學）BA in Sinophone Literatures (SL)
- 文學學士（英美語文）BA in English (ENG)
- 文學學士（歷史學）BA in History (HIST)
- 文學學士（臺灣文化）BA in Taiwan and Regional Studies (TRS)
- 文學學士（經濟學）BA in Economics (ECON)
- 文學學士（社會學）BA in Sociology (SOC)
- 文學學士（公共行政學）BA in Public Administration (PA)
- 法律學學士（法律學）LLB in Law (LAW)
- 理學學士（諮商與臨床心理學）BA in Counseling and Clinical Psychology (CCP)

### 國際雙聯學位
- 日本廣島大學人文社會科學研究院（GSSS, Hiroshima University）(雙聯碩士)
- 英国艾塞克斯大學（University of Essex）(雙聯學碩)
- 法國格勒諾布爾大學（University of Grenoble）(雙聯博士)

## 學術期刊與研究中心
國立東華大學人文社會科學學院承襲楊牧〈柏克萊精神〉作為創院精神，以自由主義、批判性思考、社會參與為核心精神。
|  | 書要讀，天下事也要關心，這才是頂天立地的學者... 但有時言心言性也會走火入魔，議論未定，敵已渡江，明朝就是這樣亡的。亡國之後再去呼號奔走，已經來不及了。 |

|                          | 柏克萊使我睜開眼睛，更迫切地觀察社會認識社會；在觀察和認識之餘，我沒有感覺知識無能，我反而更信仰知識的力量。知識是力量，但知識不可以閉在學院裏，知識必須釋放，放到現實社會裏，方才是力量。 |
| ——東華人社院創院院長楊牧 | |

東華人社院旗下有六大研究中心，2017年以「社會科學」領域進入ESI全球排名1%。

### 學術期刊
- 《東華漢學》：中國語文學系、華文文學系出版 ISSN 1726-8265 THCI核心期刊、人社期刊評比第一級
- 《奇萊論衡：東華文哲研究集刊》：中國語文學系出版 ISSN 2415-4547
- 《華文文學與文化》：華文文學系出版 ISSN 2225-4536
- 《洄瀾春秋》：歷史學系暨研究所出版 ISSN 1812-6502
- 《東華人文學報》：人文社會科學學院出版 ISSN 1608-8344 THCI核心期刊
- 《人社東華》：人文社會科學學院出版 ISSN 2312-4229

上表期刊評比據科技部公布「臺灣人文及社會科學期刊評比暨核心期刊收錄」最新名單。

### 學院研究中心
- 歐洲聯盟研究中心（European Union Research Centre）
- 越南臺灣研究中心（Vietnam Taiwan Research Institute）
- 人文創新與社會實踐研究中心（Humanities Innovation and Social Practice Research Center）
- 數位文化中心（Digital Culture Center）
- 大眾史學研究中心（Public History Research Center）
- 楊牧文學研究中心（Yang Mu Center for Literary Studies）
- 國際紅學研究中心（International Research Center of Redology）

## 人物

### 學者

過去與現任國立東華大學人文社會科學學院學者有：
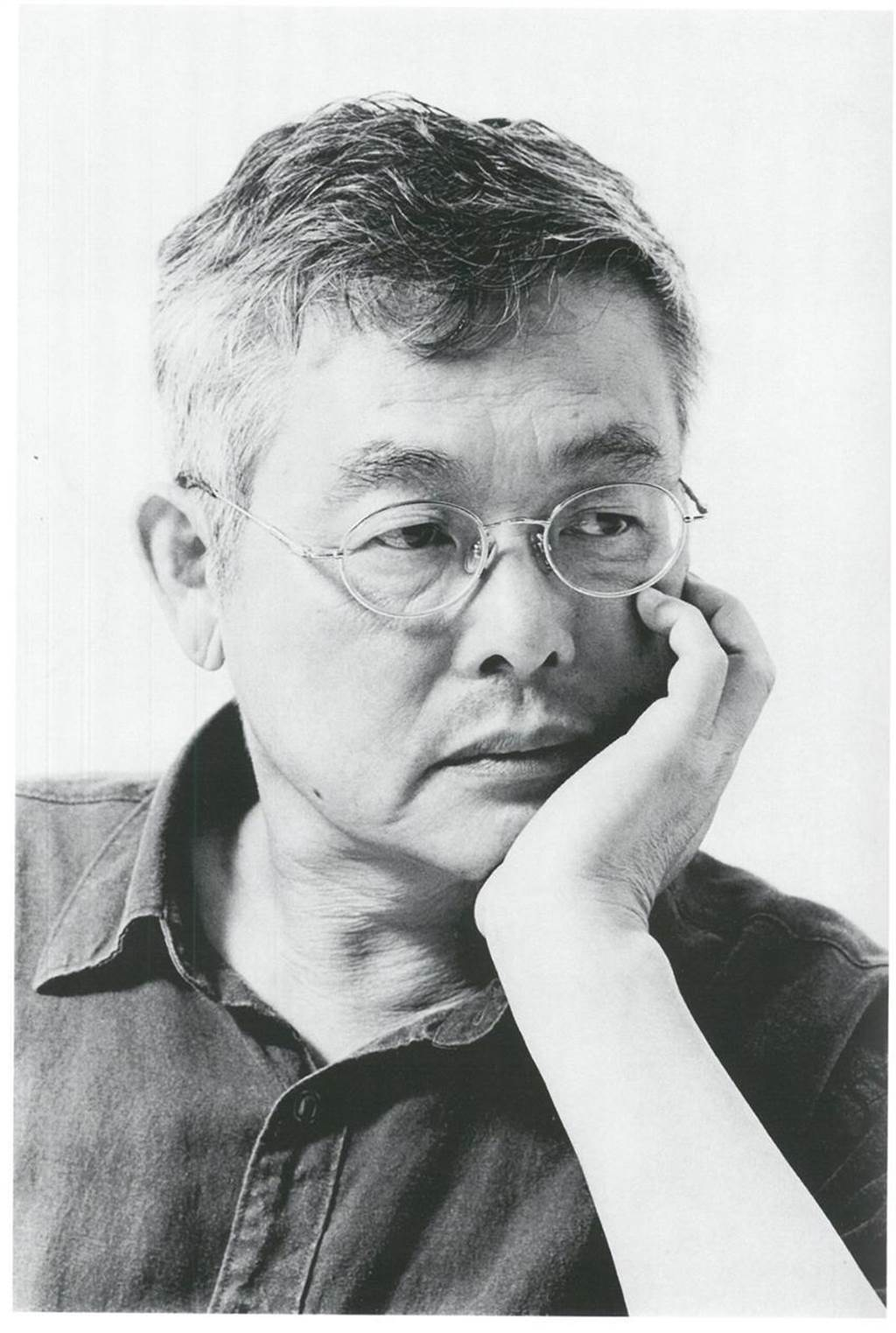
楊牧 紐曼華語文學獎（2013年）和蟬獎（2016年）得主
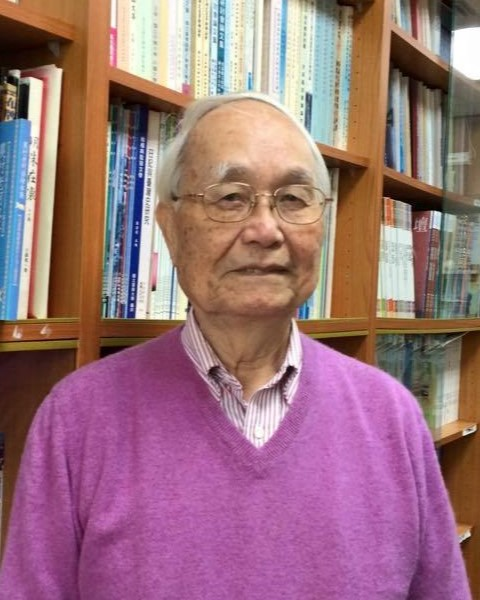
鄭清茂 日本天皇旭日勳章（2014）獲獎者
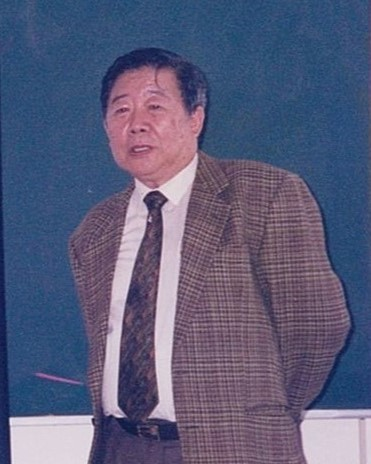
喬健 中國人類學終身成就獎得主（2015）
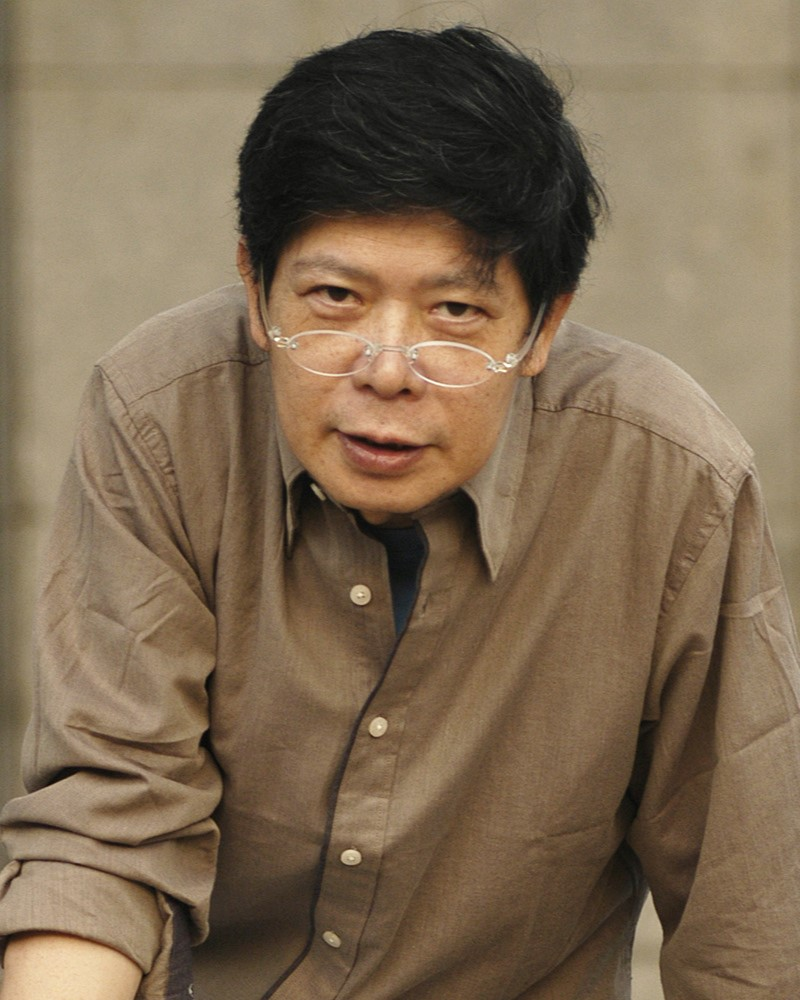
余德慧 華人心理學大師
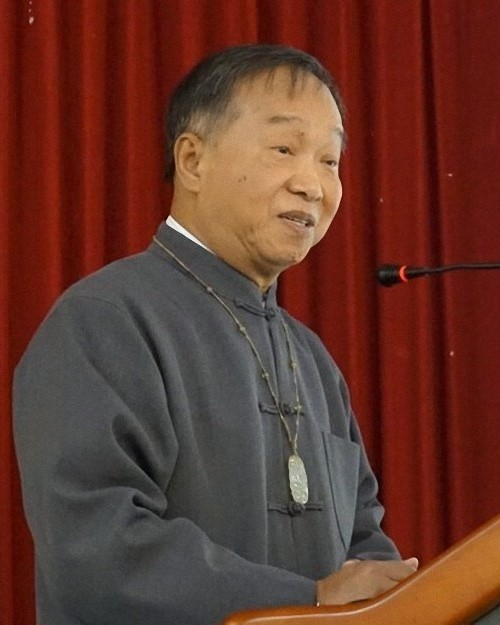
許學仁 華人文字學大師
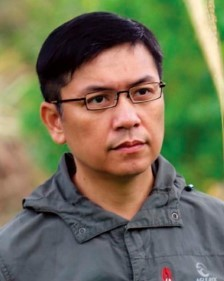
吳明益 臺灣首位英國曼布克國際獎入圍作家（2018）
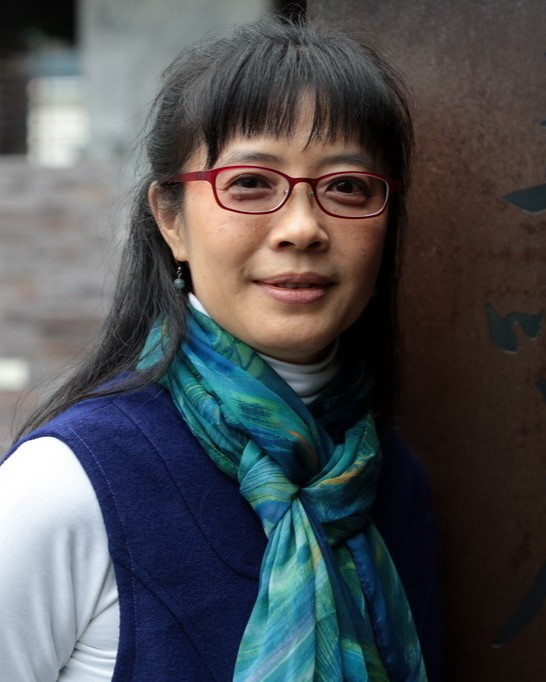
顧瑜君 五味屋社會企業創辦人
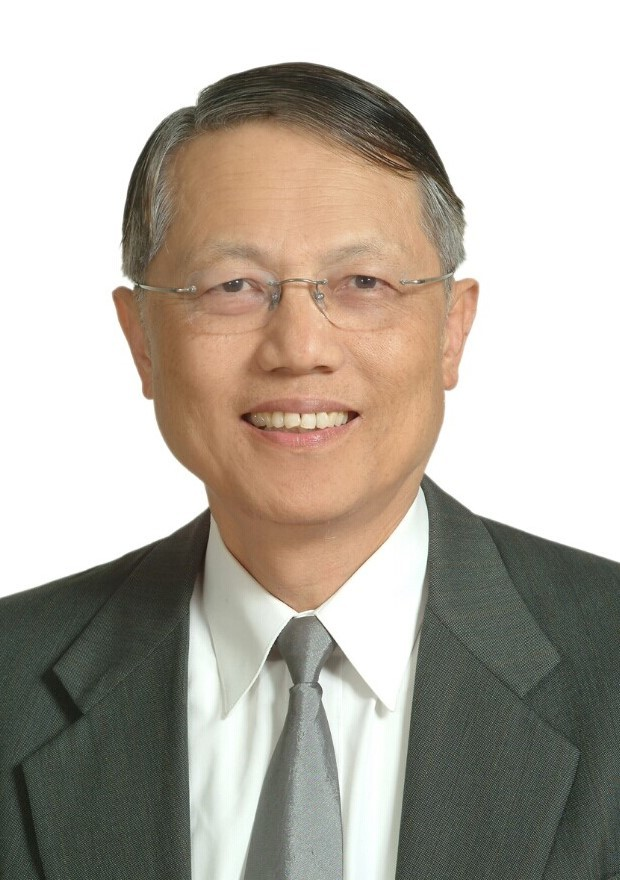
溫英幹 中華民國中央銀行第十七屆理事
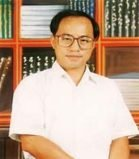
林金龍 中華民國中央銀行第十七至二十屆理事
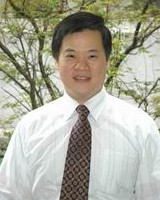
吳中書 台灣經濟研究院及中華經濟研究院董事長
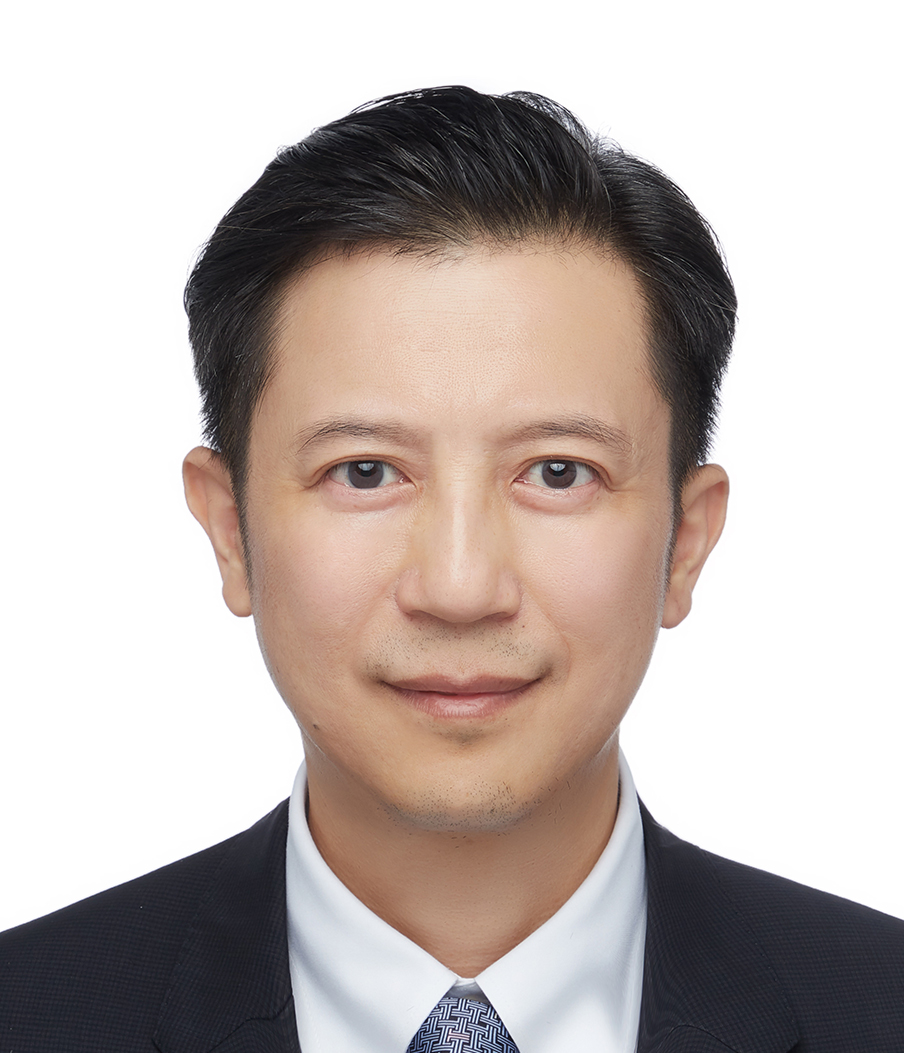
陳彥良 中華民國金融監督管理委員會副主委
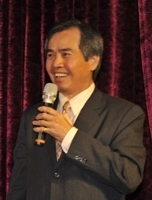
高長 中華民國大陸委員會副主委
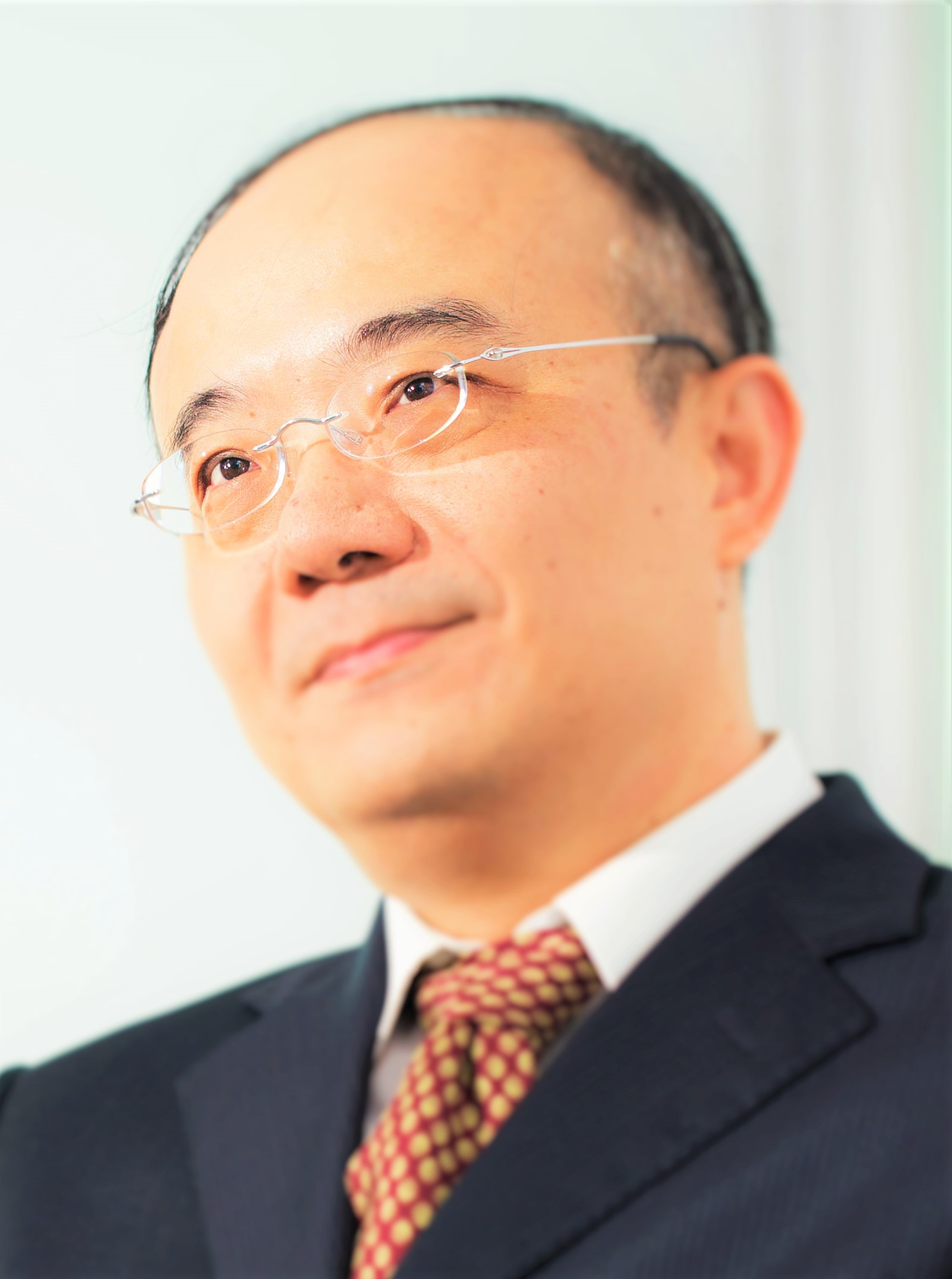
石世豪 中華民國國家通訊傳播委員會主委
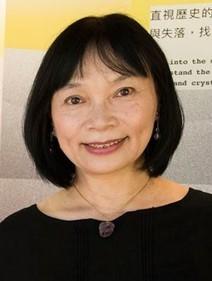
楊翠 中華民國促進轉型正義委員會主委
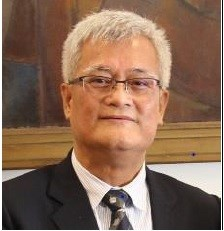
孫大川 中華民國原住民族委員會主委
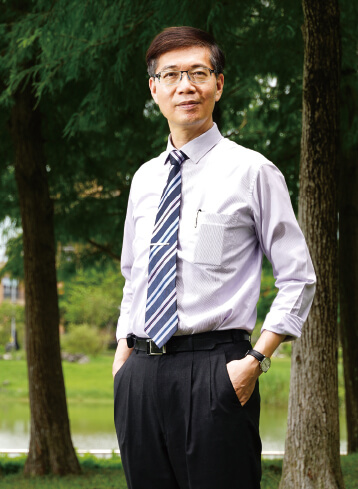
朱景鵬 中華民國研究發展考核委員會主委與花蓮縣副縣長
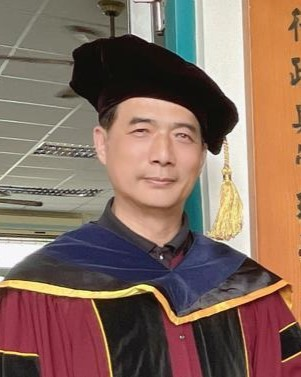
張志明 臺東縣副縣長與花蓮縣副縣長

## 對外學術關係

### 跨校學術合作

#### 臺成東三校論壇學術研討會
臺成東三校論壇學術研討會，為國立臺灣大學中國文學系、國立成功大學中國文學系、國立東華大學中國語文學系三校中文系，每年輪流主辦與共同支持的學術研討會，以強化三校師生在中國語文學門之學術交流，第一屆在2013年舉辦於國立東華大學。

#### 中山東華聯合發表會
「中山—東華」中文研究生聯合論文發表會，為中山中文與東華中文共同合辦，每年東華中山兩校互訪與學術交流的重大盛事，期望強化兩校學術研究風氣與校際交流，首屆在2011年舉辦於國立中山大學。

#### 政大社科院學術合作
國立東華大學人文社會科學學院與國立政治大學社會科學院簽署雙邊合作計畫，在跨校課程互選、學分互認、講座合作、學者合聘等進行合作。

### 全球姊妹院校
國立東華大學人文社會科學學院與全球超過二十座院校締結院級合作，涵蓋學術交流、學者互訪、學生交換與雙聯學位等，合作院校有中國北京大學政府管理學院、韓國延世大學文學院與漢學研究中心、成均館大學文學院、北京師範大學社會學院與中國語文學院、天津大學文法學院、四川大學文學與新聞學院、山東大學經濟學院、南開大學經濟學院與歷史學院、日本廣島大學人文社會科學研究院、柏林自由大學莫內卓越中心等多所院系建立學術合作與交流項目。

## 學院空間
國立東華大學人文社會科學學院轄下各單位目前主要使用人社一館、人社二館及人社三館等三棟教學大樓。
| - 人社一館（原文學院大樓） - 中國語文學系 - 華文文學系 - 英美語文學系 - 數位文化中心 - 學院辦公室 - 院長辦公室 - 副院長辦公室 | - 人社二館（原共同教學大樓） - 公共行政學系 - 法律學系 - 法律學系暨原住民專班 - 社會學系 - 經濟學系 - 諮商與臨床心理學系 - 歐盟研究中心 - 大陸研究中心 - 大眾史學研究中心 - 人文創新與社會實踐研究中心 - 民間文學與文化研究中心 - 專案計畫聯合辦公室 - 書藝文化中心 | - 人社三館 - 臺灣文化學系 - 歷史學系 - 共同教育委員會 - 語言中心 - 華語文中心 |

### 引用
1. ↑  . chass.ndhu.edu.tw.   [2021-11-22]. （原始内容存档于2021-11-22）.
2. ↑  . chass.ndhu.edu.tw.   [2020-03-06]. （原始内容存档于2020-11-30）.
3. ↑  . catld.ncl.edu.tw.[]
4. ↑  . sites.google.com.   [2021-02-22]. （原始内容存档于2020-10-09）.
5. ↑  . www.cier.edu.tw.   [2021-02-22]. （原始内容存档于2020-09-19） （中文（臺灣））.
6. ↑  . www.mh.sinica.edu.tw.   [2021-02-22]. （原始内容存档于2021-01-18）.
7. 1 2  . ws2-sun.ndhu.edu.tw.   [2021-02-22]. （原始内容存档于2016-05-11）.
8. 1 2  .   [2021-02-22]. （原始内容存档于2020-08-09）.
9. ↑  . www.ith.sinica.edu.tw.   [2021-02-22]. （原始内容存档于2021-07-30）.
10. ↑  . 中研院民族所.   [2021-02-22]. （原始内容存档于2022-04-10） （中文（臺灣））.
11. ↑  . Openbook閱讀誌. 2017-10-30  [2023-11-03]. （原始内容存档于2019-09-19） （中文（繁體））.
12. ↑  . 逗點文創結社. 2018-03-01  [2023-11-03]. （原始内容存档于2023-11-03） （中文（繁體））.
13. ↑  . 2001.
14. ↑  . 2002.
15. ↑   (PDF).   [2021-10-10]. （原始内容存档 (PDF)于2021-10-10）.
16. ↑  . ws2-sun.ndhu.edu.tw.   [2022-06-28]. （原始内容存档于2016-04-11）.
17. ↑  . Openbook閱讀通.   [2022-06-28] （中文（繁體））.
18. ↑  . chinese.ndhu.edu.tw.   [2020-10-12]. （原始内容存档于2020-11-29）.
19. ↑  . sili.ndhu.edu.tw.   [2020-10-12]. （原始内容存档于2020-10-12）.
20. ↑  . 聯合新聞網.   [2020-08-03]. （原始内容存档于2020-12-04） （中文（臺灣））.
21. ↑  . 聯合新聞網.   [2020-08-03]. （原始内容存档于2020-12-04） （中文（臺灣））.
22. 1 2 3  . 聯合文學unitas lifestyle.   [2021-10-09]. （原始内容存档于2022-04-06）.
23. 1 2  . 聯合文學unitas lifestyle.   [2021-10-09]. （原始内容存档于2022-04-06）.
24. 1 2  . 博客來.   [2020-08-10]. （原始内容存档于2020-12-04）.
25. ↑  . rc020.ndhu.edu.tw.   [2020-10-12]. （原始内容存档于2020-11-28）.
26. ↑  . 人社東華. 2020-08-18  [2021-06-15]. （原始内容存档于2021-06-16） （中文（臺灣））.
27. ↑  . www.facebook.com.   [2020-03-15]. （原始内容存档于2020-04-15） （英语）.
28. ↑  . 聯合新聞網.   [2020-03-15]. （原始内容存档于2020-12-04） （中文（臺灣））.
29. ↑  . 聯合新聞網.   [2020-03-15]. （原始内容存档于2020-12-04） （中文（臺灣））.
30. ↑   (PDF). 國立臺灣師範大學.[]
31. ↑  . dhist.ndhu.edu.tw.   [2020-10-12]. （原始内容存档于2020-10-12）.
32. ↑  . dhist.ndhu.edu.tw.   [2020-10-12]. （原始内容存档于2020-10-14）.
33. ↑  . www.mh.sinica.edu.tw.   [2022-04-18]. （原始内容存档于2021-10-19）.
34. ↑  . ts.ndhu.edu.tw.   [2023-03-29]. （原始内容存档于2023-03-29） （中文（臺灣））.
35. ↑  .   [2020-10-12]. （原始内容存档于2020-10-17） （中文（臺灣））.
36. ↑  . ts.ndhu.edu.tw.   [2021-10-10]. （原始内容存档于2021-10-10）.
37. ↑  . rc024.ndhu.edu.tw.   [2020-10-12]. （原始内容存档于2020-11-27）.
38. ↑  . management.ndhu.edu.tw.   [2021-10-10]. （原始内容存档于2022-03-30） （中文（臺灣））.
39. ↑  . spa.ndhu.edu.tw.   [2020-10-12]. （原始内容存档于2020-10-19）.
40. ↑  . cp.ndhu.edu.tw.   [2021-10-09]. （原始内容存档于2022-03-30）.
41. ↑  . .   [2021-10-09]. （原始内容存档于2021-10-09）.
42. ↑  . pa.ndhu.edu.tw.   [2020-10-12]. （原始内容存档于2020-11-27）.
43. 1 2  . ws2-sun.ndhu.edu.tw.   [2021-05-15]. （原始内容存档于2004-12-09）.
44. ↑  . ifel.ndhu.edu.tw.   [2020-10-12]. （原始内容存档于2020-10-20）.
45. ↑  . www.ynufe.edu.cn.   [2022-06-28].
46. ↑  . tcsl.ndhu.edu.tw.   [2020-10-12]. （原始内容存档于2020-10-16）.
47. ↑  . aprs.ndhu.edu.tw.   [2020-10-12]. （原始内容存档于2021-05-16）.
48. ↑  . aprs.ndhu.edu.tw.   [2021-05-15]. （原始内容存档于2021-05-15） （中文（臺灣））.
49. ↑   (PDF).   [2023-04-15]. （原始内容存档 (PDF)于2023-04-15）.
50. 1 2 3 4 5  . Top Universities.   [2025-03-18]. （原始内容存档于2021-06-09）.
51. ↑  . rb004.ndhu.edu.tw.   [2021-03-17]. （原始内容存档于2022-04-06）.
52. ↑  王偉雄. . TNL The News Lens 關鍵評論網. 2016-02-03  [2024-05-30]. （原始内容存档于2024-05-31） （中文（臺灣））.
53. ↑  . chass.ndhu.edu.tw.   [2020-08-18]. （原始内容存档于2020-11-30）.
54. ↑  科技部人文社會科學研究中心. .   [2020-08-18]. （原始内容存档于2020-07-16） （中文）.
55. ↑  . chinese.ndhu.edu.tw.   [2021-02-22]. （原始内容存档于2020-08-12） （中文（臺灣））.
56. ↑  . www.twws.org.   [2021-11-22]. （原始内容存档于2021-11-22）.
57. ↑  . chass.ndhu.edu.tw.   [2024-03-12]. （原始内容存档于2024-03-12）.
58. ↑  . chass.ndhu.edu.tw.   [2020-08-18]. （原始内容存档于2020-11-30）.
59. ↑  .   [2020-08-18]. （原始内容存档于2020-03-22） （中文（臺灣））.

## 外部連結
- 官方网站